# 루카스 오캄포스
루카스 아리엘 오캄포스(스페인어: Lucas Ariel Ocampos, 1994년 4월 11일, 아르헨티나 킬메스 ~ )는 아르헨티나의 축구 선수이며, CF 몬테레이 소속이다.
오캄포스는 2012년에 리그 2 소속팀 모나코로 1100만 유로라는 모나코의 기록적 이적료에 입단하기 이전 리버 플레이트에서 프로 생활을 시작했다. 모나코에서 2년 반을 보내고나서 2015년에 마르세유로 입단하기 이전에는 골든 보이상 후보에 오르기도 했다.

## 수상

### 클럽
AS 모나코
- 리그 2 (1): 2012–13

리버 플레이트
- 프리메라 B 나시오날 (1): 2011–12

세비야
- UEFA 유로파리그 (1): 2019-20